# Сражение при фортах Джексон и Сен-Филип
Сражение при Форт-Джексон и Сен-Филип (англ. Battle of Forts Jackson and St. Philip) — решающее сражение в борьбе за Новый Орлеан во время Гражданской Войны в Америке. В ходе этой операции федеральный флот под командованием адмирала Дэвида Глазго Фаррагута поднялся по реке Миссисипи, прорвавшись мимо расположенных на её берегах конфедеративных фортов и нанеся поражение речной флотилии конфедератов. Успешный прорыв кораблей северян мимо фортов привёл к изоляции таковых от снабжения и последующей их капитуляции; главным же итогом являлся захват флотом Нового Орлеана.

## Предыстория
Во время Гражданской Войны в Америке, Новый Орлеан играл очень важную роль, его стратегическое значение для Конфедерации было невозможно переоценить. Это был крупнейший конфедеративный порт в Мексиканском Заливе, кроме того, расположенный в низовьях реки Миссисипи — важнейшей транспортной артерии Конфедерации. Быстроходные пароходы-блокадопрорыватели могли контрабандой провозить остро необходимое конфедератам иностранное военное снаряжение из европейских колоний в Карибском Море в Новый Орлеан, откуда грузы могли быть доставлены далее по реке Миссисипи и её многочисленным притокам.
Южане уделяли значительное внимание обороне Нового Орлеана, особенно после утраты в конце 1861-начале 1862 Пенсаколы и большей части портов Флориды. Новый Орлеан рассматривался ими как опорная точка в планируемой борьбе за господство в Мексиканском Заливе. В Новом Орлеане конфедераты начали постройку нескольких крупных броненосцев, при помощи которых они надеялись нарушить федеральную блокаду побережья или даже изгнать федеральный флот из Мексиканского Залива.
Северяне также рассматривали Новый Орлеан как важнейший стратегический объект в регионе. Установив контроль над Новым Орлеаном, северяне не только гарантировали бы господство своего флота в Мексиканском Заливе и лишили бы южан одного из крупнейших портов, но и обеспечили бы себе доступ к устью Миссисипи. В случае захвата Нового Орлеана, федеральный флот, двигаясь вверх по реке, был бы способен эффективно действовать против стратегического тыла Конфедерации.
В конце 1861 года, федеральное командование начало планировать операцию по установлению контроля над Новым Орлеаном. Так как в наличии не было значительных армейских сил для масштабной амфибийной операции и взятия города с суши, основное внимание было уделено возможности атаковать Новый Орлеан с воды, обойдя или нейтрализовав конфедеративные укрепления на Миссисипи. Хотя подобные операции представлялись рискованными, тем не менее, успешный опыт захвата пролива Порт-Роля в ноябре 1861 года позволял надеяться на успех и под Новым Орлеаном. Союзное армейское командование поначалу было настроено против операции, так как опасалось, что она потребует снятия с других фронтов большого количества солдат. В конечном счёте армия согласилась организовать совместные с флотом действия против Нового Орлеана. Военно-морскими силами в ходе операции командовал контр-адмирал Дэвид Глазго Фаррагут, а армейские части были подчинены генералу Баттлеру.

## Планы и силы сторон

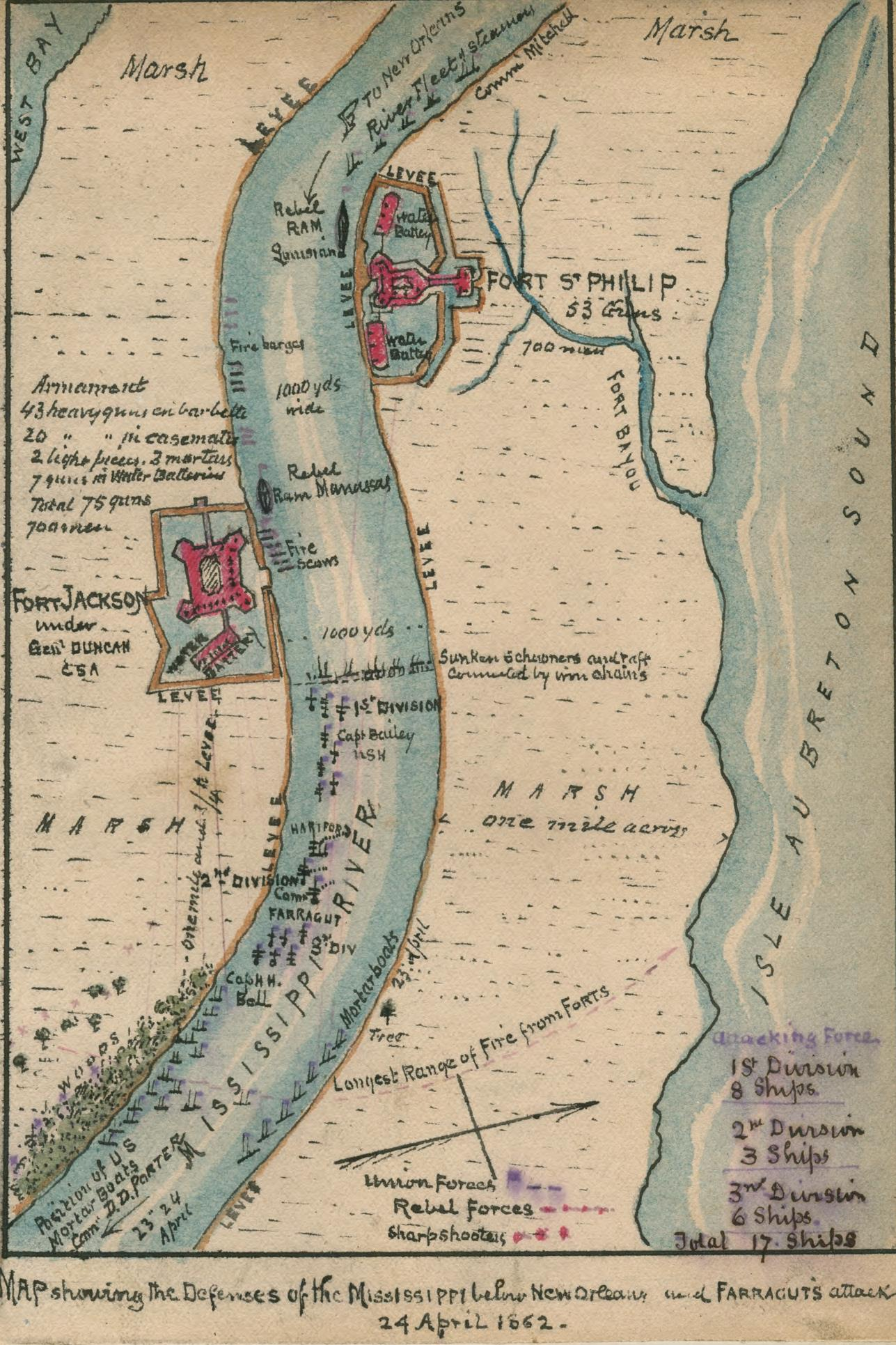
Схема театра боевых действий

### Планы федералистов
Федеральное командование не имело полного единства мнений относительно плана действий против Нового Орлеана. Армейское командование не особенно представляло, что именно флот собирается делать в отношении фортов; исходный план предполагал, что форты должны быть разрушены и ослаблены бомбардировкой с моря, после чего армия возьмёт их приступом. Для этой цели, было направлено 18000 солдат под командованием генерала Батлера, и значительное количество мортирных лодок — парусных шхун, вооружённых тяжёлыми мортирами. Предполагалось, что массированная бомбардировка фортов навесным огнём разрушит укрепления и перебьёт гарнизоны фортов, после чего станет возможным их захват даже ограниченными силами.
Адмирал Фаррагут, однако, испытывал сильные сомнения в том, что бомбардировка мортирами сумеет разрушить форты, и что мортирные лодки вообще будут полезны. Вместо продолжительного мортирного обстрела, он предлагал стремительный ночной прорыв своими кораблями вверх по реке мимо фортов. Прорвавшись выше фортов, флот отрезал бы укрепления от снабжения, и принудил их к капитуляции.
Так как генерал Батлер настаивал на принятии своего плана, Фаррагут в итоге решил просто игнорировать армейское командование и составил план операции вообще без учёта действий армии. Он также не считал, что от мортирных лодок будет какая-то польза кроме задержки всей операции, но мортирная эскадра находилась в распоряжении его сводного брата, коммодора Дэвида Портера, обладавшего большим политическим влиянием. Ввиду этого, Фаррагут был вынужден согласиться на участие в сражений мортирных лодок и предварительную бомбардировку фортов.
Силы Фаррагута состояли из шести крупных боевых кораблей и девяти мореходных канонерских лодок. Исключая колесный пароходофрегат USS «Миссисипи» и парусный шлюп USS «Портсмут», все корабли эскадры были винтовыми и новой постройки. Фаррагут держал флаг на винтовом корвете USS «Хартфорд»; он имел в распоряжении также корветы «Пенсакола», «Бруклин» и «Ричмонд» и меньшие винтовые шлюпы «Ирокез» и «Онеида», а также большой пароход «Варуна», взятый из гражданского флота. Все канонерские лодки относились к одной серии; их имена были «Каюга», «Катадин», «Кинео», «Уиссачикон», «Скиота», «Кеннебек», «Пинола», «Итаска» и «Вайнона».

### Планы конфедератов

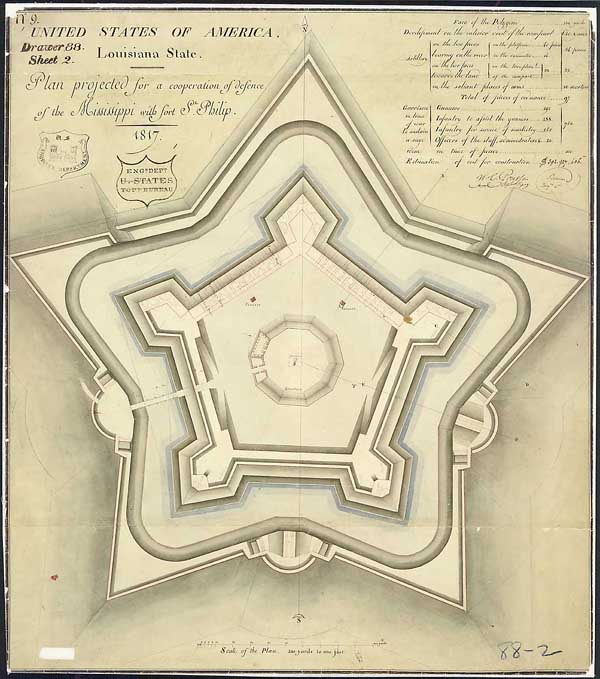
Схема форта Джексон

Конфедераты уделяли значительное внимание обороне Нового Орлеана; однако, их оборонительные планы страдали от нехватки ресурсов, недостаточного внимания к проблемам и слабой организации. Военный департамент Конфедерации излишне оптимистично полагал, что атака на город со стороны Мексиканского Залива маловероятна, и уделял основное внимание ситуации в верховьях Миссисипи, где южане уже потерпели ряд тяжёлых поражений в Кентукки и Теннесси. В связи с этим, основные усилия и ресурсы направлялись на укрепление Виксбурга и других стратегических точек на Миссисипи, одновременно полагая, что Новый Орлеан и так хорошо защищён. Из-за этого угроза атаки с моря оказалась недооценена.
Основную ставку в обороне южане делали на береговые форты — форт Джексон на левом берегу реки и форт Сен-Филип на правом. Первый из них был каменным фортом в форме пятиконечной звезды, построенным в 1830-х и был вооружён 74 орудиями. Второй был неправильной формы земляным фортом, построенным напротив форта Джексон, и был вооружён 52 орудиями. Перед фортами, южане установили в реке заграждение из скреплённых цепями бревен, которое должно было затруднить прорыв неприятеля и задержать его корабли под перекрёстным огнём с фортов. По мнению командования южан, эта система обороны являлась почти непреодолимой. В действительности оборона Нового Орлеана имела ряд слабых мест.
В первую очередь, это проявлялось в том, что в фортах не хватало тяжёлой артиллерии. Из общим счетом 126 орудий и мортир в фортах Джексон и Сен-Филип, только 28 были крупного калибра. Гарнизоны фортов были плохо обучены и слабо мотивированы; в основном они состояли из солдат, не желавших сражаться против северян и именно поэтому были назначены на этот «второстепенный», по мнению конфедеративного командования, участок обороны. В довершение всех проблем, заграждение в реке было повреждено при сходе льда и починено наспех.
Помимо фортов, южане располагали также мобильными силами обороны, в виде боевых кораблей и канонерских лодок. Два крупных броненосца строились для обороны Нового Орлеана; однако, ни один из них ещё не был готов, и единственным конфедеративным броненосцем на реке был таранный корабль CSS Manassas. Этот необычный корабль, перестроенный из буксира, был защищён броневым панцирем и должен был поражать неприятельские корабли таранными ударами. Но он отличался тихоходностью и плохой манёвренностью и потому мало годился для предназначенной ему роли. Помимо него, конфедеративный флот также располагал двумя небольшими винтовыми канонерками CSS McRae и CSS Jackson, вооружёнными несколькими пушками. Правительство штата Луизиана, дополнительно, снарядило два колесных парохода, CSS Governor Moore и CSS General Quitman в качестве канонерских лодок; наконец, конфедеративная армия имела в распоряжении шесть таранных пароходов из состава Флота Речной Обороны, укомплектованных гражданскими волонтёрами.
Хотя и у федералов также имелись значительные проблемы во взаимодействии видов вооруженных сил, возможно, самым фатальным недостатком всей системы обороны Нового Орлеана было полное отсутствие координации видов их вооруженных сил.
- Форты по берегам реки подчинялись армейскому командованию Конфедерации, представленным генералом Джонсоном Дунканом.
- Броненосцы (включая «Манассас») и канонерские лодки CSS McRae и CSS Jackson находились в распоряжении конфедеративного флота, и подчинялись коммодору Джону Митчеллу
- Вооруженные пароходы CSS Governor Moore и CSS General Quitman были снаряжены правительством штата Луизиана, и подчинялись только командованию ополчения штата
- Наконец, таранные пароходы Флота Речной Обороны подчинялись только армейскому командованию в Ричмонде

Весь этот организационный хаос и отсутствие единого командования самым пагубным образом сказывались на способности конфедератов организовать защиту города. Высшие офицеры конфедеративной армии и флота пытались навести некоторый порядок и установить субординацию, однако, офицеры ополчения штата и Флота Речной Обороны отказывались им подчиняться и оспаривали их полномочия.

## Ход событий

### Предварительная бомбардировка

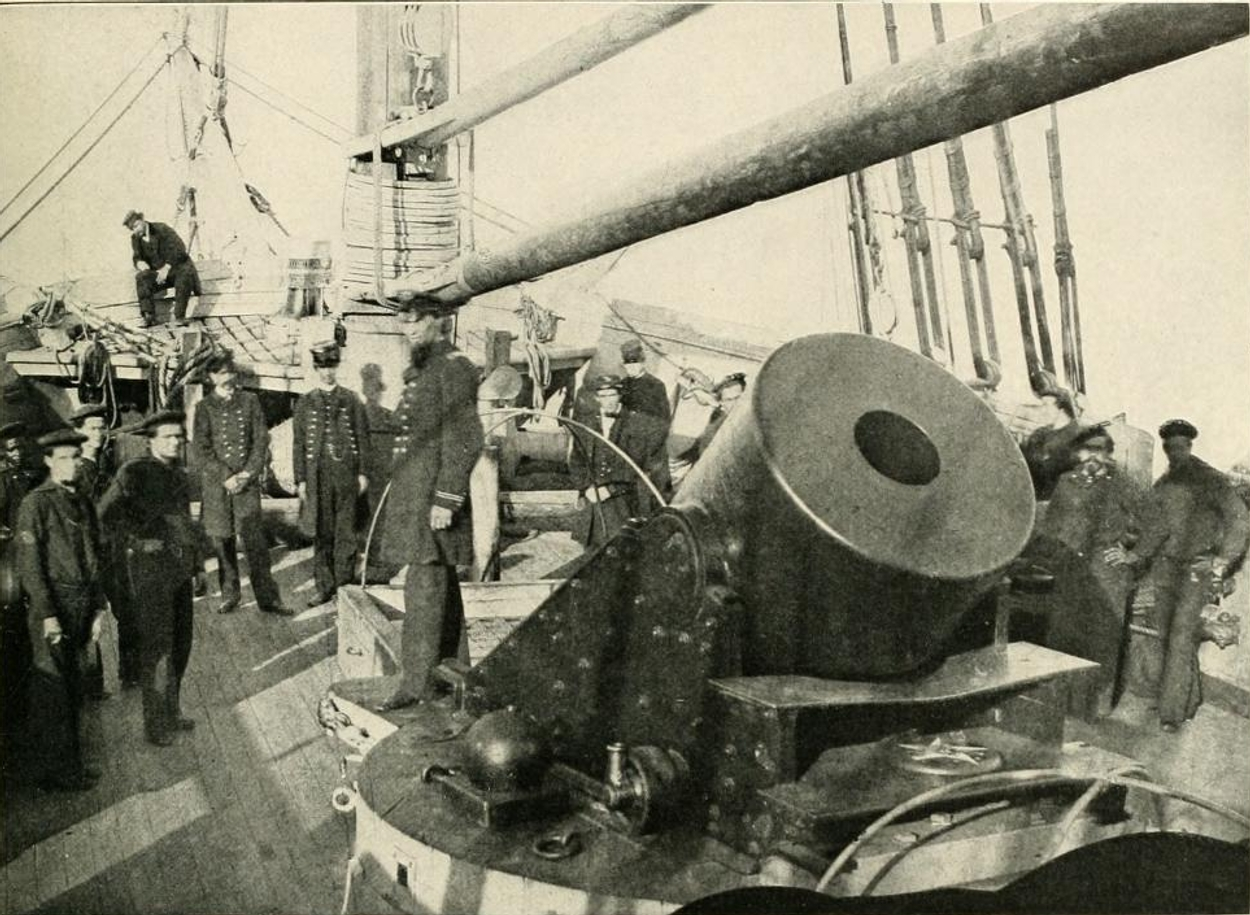
330-мм мортира на палубе мортирной шхуны во время боев под Новым Орлеаном.

Заняв позицию ниже по течению, Фаррагут распорядился о развертывании мортирной эскадры коммодора Портера. К 18 апреля, двадцать одна мортирная лодка была заякорена на предварительно определённых позициях, укрытых от ответного огня фортов за излучиной левого берега реки. С лодок сняли мачты, и замаскировали их ветками и срезанными кустами.
Бомбардировка началась ранним утром 18 апреля, когда мортирные лодки открыли навесной огонь по фортам из своих тяжёлых 330-миллиметровых мортир. Основной целью бомбардировки стал форт Джексон, располагавшийся ближе к мортирной эскадре. Каждая мортира, по расчетам Портера, стреляла раз в десять минут, но этот темп огня выдержать долго не удалось. Тем не менее из мортир только за первый день было выпущено более 1400 снарядов. Коммодор Портер считал, что непрерывной 48-часовой бомбардировки будет достаточно, чтобы превратить форты в руины, но бомбардировка продолжалась на протяжении недели, и было выпущено более 7500 снарядов.
Эффект от бомбардировки оказался далёк от ожиданий. Хотя предполагалось, что мортирный огонь полностью разрушит форты, практика продемонстрировала разочаровывающие результаты: из ста двадцати орудий в фортах, только семь были выведены из строя бомбардировкой. Потери среди гарнизонов фортов составили только двух человек убитыми и несколько больше раненными; форты сохранили боеспособность и не могли быть взяты без значимых усилий. Запалы мортирных бомб продемонстрировали себя ненадёжными, и в первые дни, слишком много бомб разрывалось слишком рано в воздухе над фортами. Пытаясь решить эту проблему, Портер приказал установить запальные трубки на максимальную задержку, что дало обратный эффект: падающие бомбы просто тонули во влажном грунте и их разрывы причиняли очень небольшой урон врагу. В целом, с материальной точки зрения, мортирная эскадра совершенно не оправдала возложенных на неё надежд.
Тем не менее, хотя боевой потенциал фортов понёс небольшой материальный ущерб, многодневная бомбардировка пагубным образом сказалась на моральном состоянии гарнизона. Непрерывно падающие бомбы разрушили и сожгли все надземные сооружения, казармы, резервуары для воды и большую часть пищевых запасов. Солдаты были вынуждены укрываться от бомб в душных, частично затопленных из-за разлива реки казематах форта, оставаясь там целыми сутками. Продолжавшийся сутками обстрел, нехватка сна, пищи, чистой воды, сырость, болезни привели к сильнейшему упадку боевого духа гарнизона, солдатами овладевала апатия и безразличие. Позже, Фаррагут отмечал, что подвергавшийся наиболее сильной бомбардировке форт Джексон вёл намного менее точный и интенсивный огонь, чем пострадавший не столь значительно Сен-Филип.
Ответный огонь конфедератов был столь же неэффективным. Хотя конфедераты вели ответный огонь по мортирным лодкам, им удалось потопить только одну лодку и убить только одного матроса. Обеспокоенный пагубным действием бомбардировки на боевой дух гарнизонов, и опасаясь последующего прорыва, генерал Дункан обратился за содействием к конфедеративному флоту. Войдя в положение, коммодор Уиттл (командующий конфедеративными военно-морскими силами на Миссисипи) направил в качестве подкрепления недостроенный броненосец CSS Louisiana, который — не способный даже двигаться самостоятельно — был поставлен на якорь в качестве плавучей батареи у форта Сен-Филип. Генерал Дункан просил, чтобы броненосец направили ниже по течению, откуда он смог бы отогнать своими орудиями мортирные шхуны, однако, Уиттл заявил, что не может рисковать кораблём, который в таком случае сам окажется мишенью для мортир.
Пока шла бомбардировка, Фаррагут, тем временем, продолжал готовиться к прорыву. Его офицеры с большой храбростью провели разведку позиций конфедератов, и установили буйки на реке, намечая маршрут прорыва. Ночью 20 апреля, три канонерские лодки — «Кинео», «Итаска» и «Пинола» — провели вылазку, с целью расчистить проход в заграждениях конфедератов. Удачно таранив ту часть заграждения, которая была ранее повреждена разливом реки, «Пинола» разорвала цепи и создала большую брешь. Федеральные наблюдатели постоянно следили за этой брешью, чтобы убедиться, что конфедераты не попытались перекрыть её заново или поставить мины.

### Прорыв

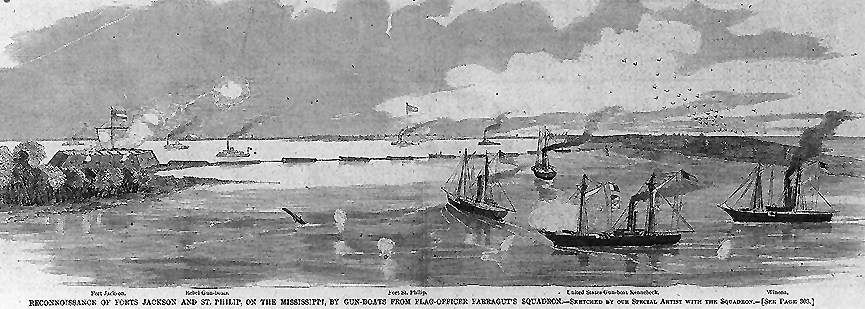
USS «Кеннебек» прорывается мимо фортов

Готовясь к прорыву, Фаррагут разделил свои силы на три автономно действующие дивизии:
- Первая дивизия, под командованием капитана Теодора Бэйли, состояла из (в порядке следования): «Каюга», «Пенсакола», «Миссисипи», «Онеида», «Варуна», «Катадин», «Кинео» и «Уиссахикон».
- Вторая дивизия находилась под личным командованием Фаррагута, и состояла из: «Хартфорда», «Бруклина» и «Ричмонда».
- Третья дивизия находилась под командованием капитана Генри Белла и состояла из: «Скиоты», «Ирокеза», «Кеннебека», «Пинолы», «Итаски» и «Виноны».

Парусный шлюп «Портсмут», бесполезный для действий на реке, был оставлен оборонять мортирную эскадру.
Первоначально, Фаррагут собирался возглавить прорыв флота. Однако старшие офицеры выступили против этого, настаивая, что положение во главе эскадры самое опасное, а гибель адмирала пагубно скажется на боевом духе флота и вызовет заминку в самый опасный момент. Неохотно уступив, Фаррагут передал командование первой эскадрой капитану Бэйли, сам же принял командование второй дивизией. На кораблях приняли все необходимые меры для облегчения прорыва; шлюпки и лишний раногут сняли. 23 апреля Фаррагут проинспектировал флот и назначил прорыв на ночь.
В 03:00, ночью 24 апреля, эскадра Фаррагута пришла в движение, направляясь к разрыву в заграждении. Первой преодолела его канонерская лодка «Каюга». В темноте построение эскадры несколько нарушилось; идущая полным ходом «Варуна» обогнала «Миссисипи» и «Пенсаколу» и пошла на прорыв второй. Одновременно, мортирные шхуны вновь начали бомбардировку портов, стремясь посеять панику и отвлечь внимание гарнизонов от прорывающихся кораблей. Конфедераты, ожидавшие атаки, немедленно открыли по прорывающимся кораблям яростный огонь, но меткость их стрельбы была очень низкой. Как позже отмечали, непривычные к ночной стрельбе артиллеристы южан наводили орудия слишком высоко, и большая часть снарядов давала перелеты. В результате, первая дивизия Фаррагута прорвалась без особых затруднений и вступила в бой с конфедеративным флотом за фортами.
Прорыв второй дивизии был затруднён возникшей при преодолении заграждения суматохой, в ходе которой «Бруклин» столкнулся с канонерской лодкой «Кинео» из первой дивизии. В результате, флагманский корабль Фаррагута, «Хартфорд», вырвался вперед, и пошёл на прорыв без поддержки. Проходя мимо фортов, «Хартфорд» внезапно оказался в критической ситуации: небольшой пароходик «Мошер», толкая перед собой горящий плот-брандер двинулся прямо на федеральный флагман, и, пытаясь увернуться от брандера, «Хартфорд» выскочил на мель прямо под орудиями форта Сен-Филип. В тот момент, когда «Хартфорд» был зажат между береговыми батареями и пылающим брандером, адмирал Фаррагут произнес одну из своих знаменитых фраз:

«Не бойтесь этого огня, ребята; есть огонь погорячее для тех, кто не выполнил своего долга! Стреляйте в этот подлый пароходик!»
Оригинальный текст (англ.)– Don’t flinch from that fire, boys; there’s a hotter fire than that for those who don’t do their duty ! Give that rascally little tug a shot!

— .....

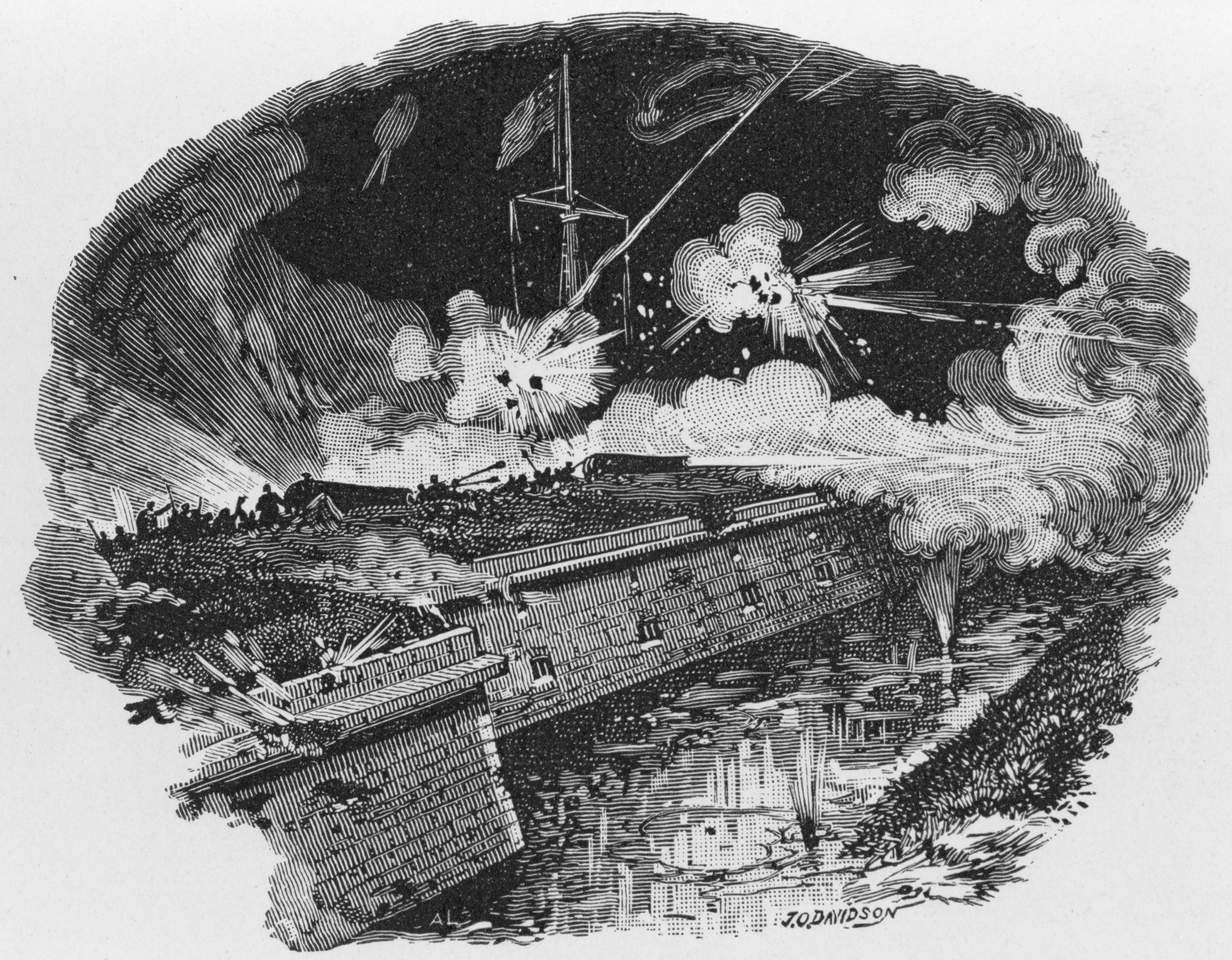
Артиллеристы форта Сен-Филип ведут огонь по федеральным кораблям.

Корвет «Бруклин» также столкнулся с множеством затруднений в ходе прорыва. Он несколько раз налетал на мель, и застревал под интенсивным огнём конфедератов; проходя между фортами, он был внезапно атакован таранным броненосцем южан CSS Manassas. Разогнавшись, «Манассас» ударил в борт «Бруклина» и пробил его своим тараном, но, к счастью для корвета, пробоина пришлась на полную угольную яму, и затопление удалось быстро остановить. Вслед за этим, капитан «Бруклина» заметил, что флагманский корвет «Хартфорд» стоит на мели под огнём фортов, и пошел ему на помощь. В дальнейшем, «Бруклин» оказался прямо напротив недостроенного броненосца «Луизиана», который, воспользовавшись моментом, дал единственный за все сражение залп по корвету. Из второй дивизии только корвет «Ричмонд» смог прорваться без затруднений.
Наибольшие потери пришлись на счёт третьей дивизии, состоявшей из небольших, слабо вооружённых кораблей. Канонерка «Итаска» была выведена из строя попаданием с форта Джексон, потеряла ход и была вынуждена дрейфовать вниз по течению. «Кеннебек» налетел на заграждение и застрял; к тому моменту, когда он снялся с мели, уже светало, и артиллеристы конфедератов стреляли точнее, поэтому он был вынужден отказаться от прорыва. «Винона» несколько раз налетала на мели, и в итоге тоже была вынуждена вернуться. Все эти корабли были небольшими и их немногочисленные орудия не могли существенно затруднить работу артиллеристов южан.

### Сражение с речной эскадрой

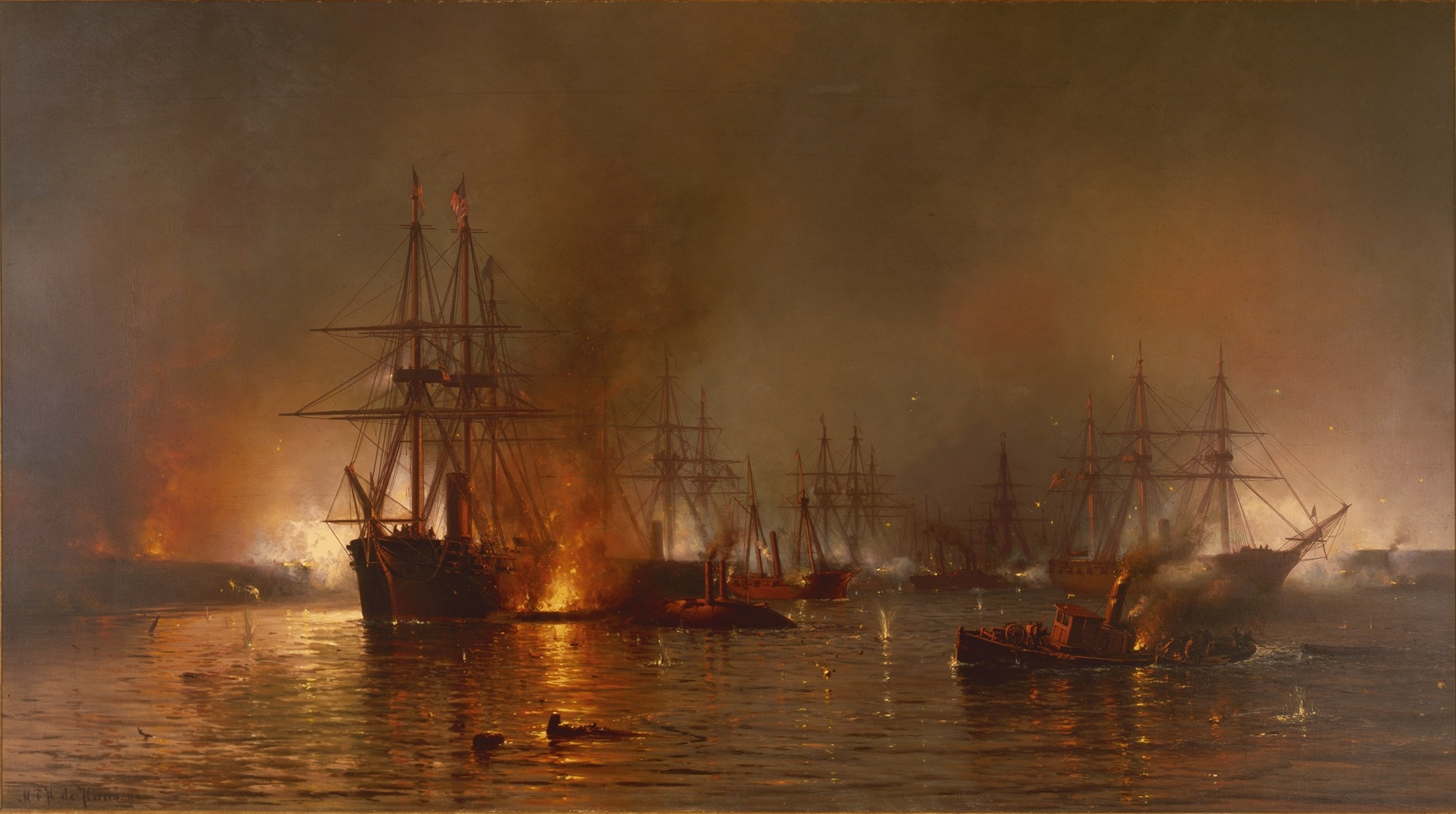
Картина: «Флот Фаррагута проходит форты на пути к Новому Орлеану»

В начале прорыва Фаррагута, речная эскадра конфедератов бездействовала из-за несогласованности действий и отсутствия единого командования. Попытавшийся двинуться навстречу северянам «Манассас» был принят артиллеристами фортов за противника, и вынужден ретироваться под «дружественным огнём». В результате, в критический момент сражения мобильные силы южан не сделали ничего, и вступили в бой лишь после, когда исход битвы был в принципе, уже решён.
Когда канонерская лодка «Каюга» первой прорвалась мимо фортов, корабли южан попытались атаковать её все одновременно; однако, из-за полного отсутствия координации одновременной атаки не вышло. Три конфедеративных таранных парохода попытались напасть на канонерку, но «Каюга» уклонилась от их атак и расстреляла своими орудиями двух атаковавших. Третий таран готовился совершить новый заход, когда на поле боя появилась «Варуна» и уничтожила его одним залпом.
Вслед за этим, «Варуна» прошла сквозь конфедеративную эскадру, расстреливая её своими орудиями. Но вслед за этим, она была внезапно атакована вооружённым пароходом южан «Говернор Мур», который, незаметно приблизившись, внезапно атаковал «Варуну». В перестрелке на малой дистанции, оба корабля получили тяжёлые повреждения; «Говернор Мур» сумел таранить федеральный корабль, но сам, сильно разбитый и охваченный пожаром, потерял управление и был отнесён течением. Искалеченная «Варуна» попыталась пройти выше по реке, и была атакована таранным пароходом «Стоунуолл Джексон», который нанёс ей удар тараном. Быстро тонущая «Варуна», тем не менее, продолжала вести огонь до последнего, выведя из строя «Стоунуолл Джексон» и заставив его выброситься на мель. Она стала единственным кораблем северян, погибшим в этом сражении.

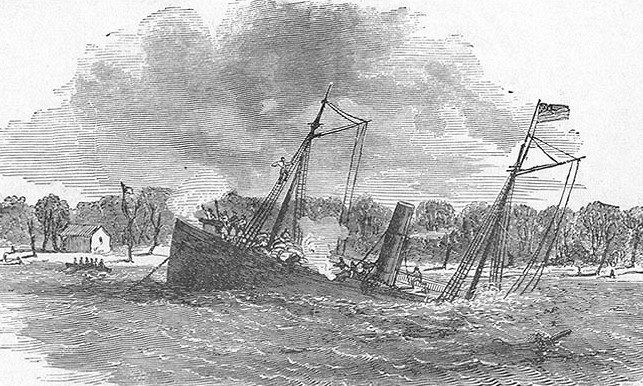
Героическая гибель USS «Варуна»

Таранный броненосец южан «Манассас», пропустив (из-за низкой маневренности) «Каюгу» и «Варуну» попытался атаковать корвет «Пенсакола», но тот увернулся от тарана и всадил в противника бортовой залп. Пытаясь развернуться, «Манассас» последовательно оказывался под обстрелом всех прорывающихся кораблей северян, когда те проходили мимо него. Тяжело повреждённый, он попытался таранить пароходофрегат «Миссисипи» (безуспешно) и корвет «Бруклин» (частично успешно), но не сумел потопить ни тот, ни другой.
Лучше других кораблей южан действовали канонерские лодки «МакРае» и «Джексон», укомплектованные офицерами флота Конфедерации. За время сражения, они неоднократно вступали в перестрелки с федеральными кораблями. «МакРае» при этом особенно повезло, так как внешне он напоминал федеральные канонерки, и корабли северян не стреляли по нему, опасаясь, что по ошибке атакуют свой корабль. Однако, его везение вскоре кончилось, когда он попытался атаковать «Ирокез»: капитан «Ирокеза» распознал противника и вывел его из строя одним удачно выпущенным снарядом.
В результате сражения конфедеративная речная флотилия была разгромлена полностью. Из всех её кораблей удалось отступить только канонеркам «МакРае» и «Джексон», таранному пароходу «Дефайенс» и транспорту «Диана», отступившим вверх по реке. Тащившийся за федеральной флотилией «Манассас» попытался напоследок атаковать «Пинолу», но был вовремя замечен, и «Миссисипи» яростно бросился на него. С трудом уклонившись от атаки, «Манассас» вылетел на мель, был оставлен экипажем и подожжён. С его гибелью завершилось сражение.

## Капитуляция Нового Орлеана

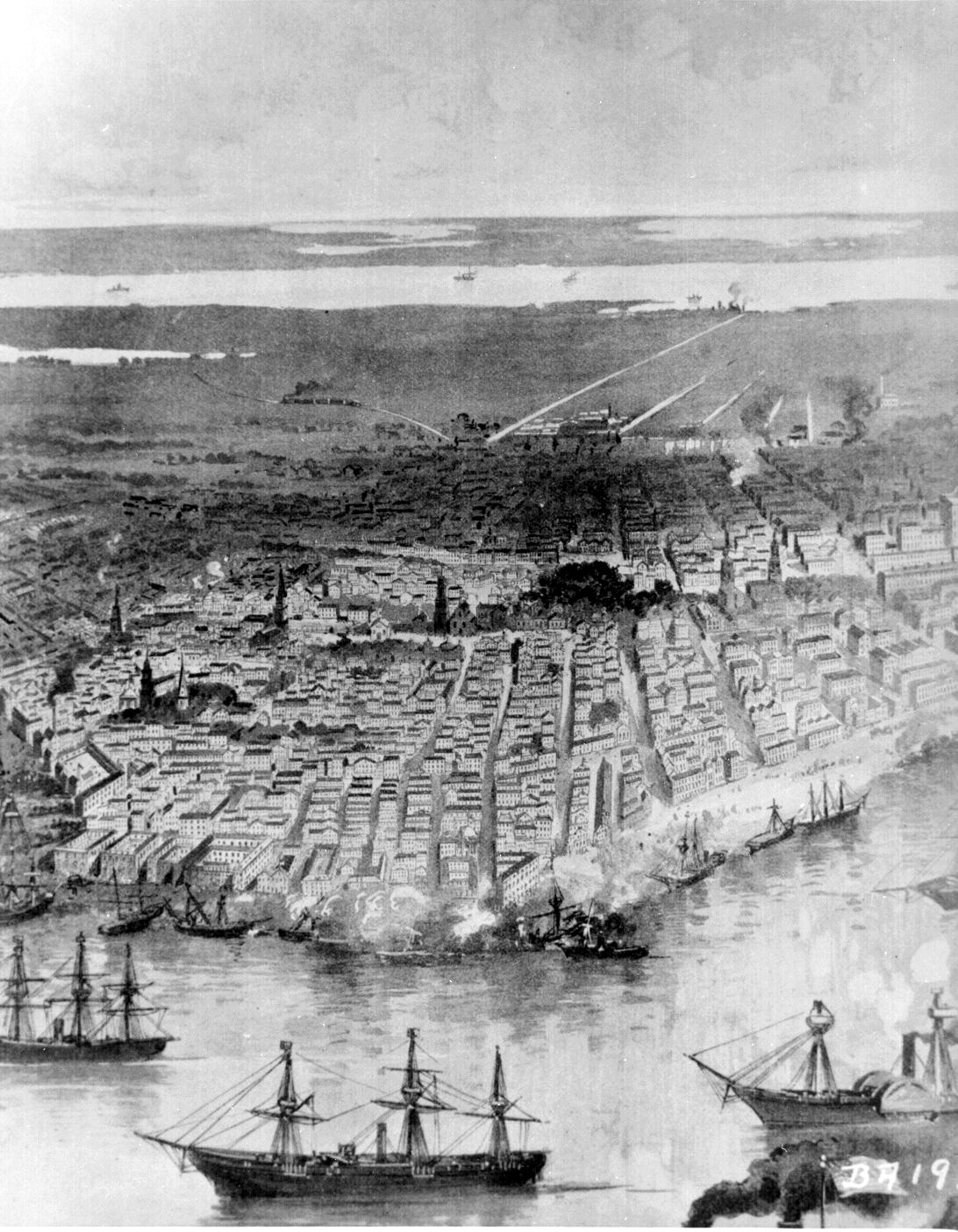
Федеральный флот на стоянке перед Новым Орлеаном; апрель 1862

Прорвавшись мимо фортов и разгромив речную флотилию южан, Фаррагут выполнил свою задачу — более ничто не стояло между федеральным флотом и Новым Орлеаном. После спешного ремонта, его корабли направились вверх по Миссисипи, достигнув Нового Орлеана 25 апреля. При приближении федеральных кораблей, среди населения города вспыхнула страшная паника. Фаррагут, угрожая разрушить Новый Орлеан бомбардировкой, потребовал сдачи города. Конфедеративные власти, опасаясь взять на себя ответственность, попытались перевалить обязанности по сдаче города на генерала Ловелла. Однако тот был озабочен только тем, как бы поскорее эвакуировать остатки конфедеративных войск из города. После трёх дней бессмысленных переговоров, 28 апреля, Фаррагут высадил в Новом Орлеане десант матросов и морских пехотинцев, которые промаршировали к городской ратуше, сорвали конфедеративный флаг и подняли федеральный.
Форты Джексон и Сен-Филип все ещё держались; однако, отрезанные от снабжения и подкреплений, они были обречены на неминуемое падение. Генерал Батлер, изрядно обрадованный прорывом Фаррагута, готовился к штурму фортов, чего, однако, не потребовалось. 29 апреля гарнизон форта Джексон, окончательно упавший духом и не желающий более погибать в заведомо безнадёжном сражении, взбунтовался, заклепал пушки и выбросил белый флаг. Хотя форт Сен-Филип ещё держался, взаимная зависимость фортов делала его оборону уже почти бессмысленной. В результате 30 апреля командующий гарнизонами генерал Дункан также был вынужден объявить о капитуляции форта.
Остатки конфедеративной флотилии на реке постигла та же судьба. Избежавшие гибели в бою канонерские лодки южан были захвачены или затоплены своими командами при падении Нового Орлеана. Броненосец «Луизиана», все ещё стоявший у форта Сен-Филип должен был достаться северянам в качестве трофея, но при переговорах о сдаче фортов северяне допустили ошибку: считая, что конфедеративные корабли подчиняются конфедеративной армии, они не пригласили на переговоры представителей флота южан. Считая себя, тем самым, не связанным требованиями перемирия, капитан броненосца приказал его сжечь. Пылающая «Луизиана», дрейфуя по реке, приткнулась к берегу у форта Джексон и взорвалась, убив одного солдата из гарнизона южан. На этом завершилось сражение за форты Джексон и Сен-Филип.

## Последствия

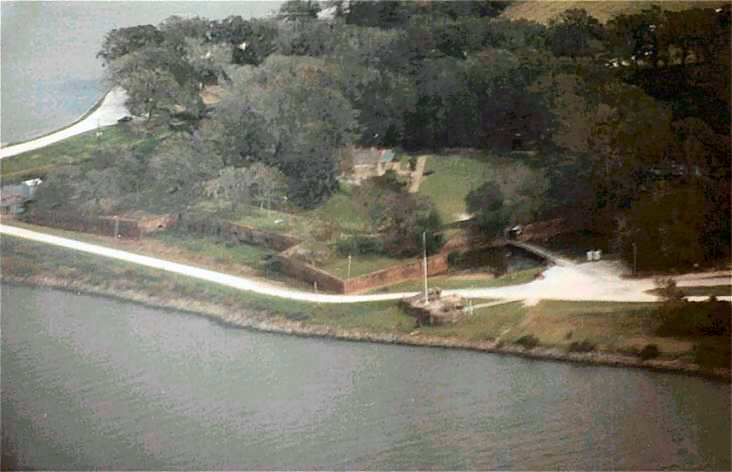
Форт Джексон в наше время

Сражение за форты Джексон и Сен-Филип, и последующий захват Нового Орлеана считается одним из ключевых событий Гражданской Войны в США. С взятием Нового Орлеана северяне лишили южан одного из немногих их промышленных центров, и кроме того — крупнейшего порта Конфедерации в Мексиканском Заливе. Программа создания конфедеративного морского флота была полностью сорвана, а недостроенные броненосцы «Луизиана» и «Миссисипи» в итоге были уничтожены самими южанами во избежание захвата противником. Северяне же обрели надёжный опорный пункт в Луизиане и теперь могли значительно усилить блокаду оставшихся портов южан в Мексиканском Заливе.
Ещё более важным фактором стало то, что с падением Нового Орлеана федеральный флот получил доступ к низовьям Миссисипи, и мог продвигаться вверх по реке в тылы конфедератов. Армия генерала Гранта, поддерживаемая федеральной речной флотилией, уже вела успешное наступление в верховьях Миссисипи; теперь, когда федеральный флот получил доступ также и к низовьям реки, позиции южан на Миссисипи были захвачены в гигантские «клещи». Успешно развивая двустороннее наступление по реке, федеральные армия и флот к лету 1862 года установили контроль над практически всей Миссисипи, исключая укрепленный город-крепость Виксбург.
Для Конфедерации поражение под Новым Орлеаном имело далеко идущие последствия. Вскрылись все недостатки организации тылов южан, плохая координация действий между армией, флотом, правительствами отдельных штатов, а в тылу Конфедерации появился ещё один фронт, отсекавший важнейшие ресурсные штаты западнее реки. Как следствие сражения, внешнеполитическое влияние Конфедерации резко ослабело и правительства Великобритании и Франции, симпатизировавшие конфедератам, окончательно усомнились в их способности одержать победу. Дипломаты южан отмечали, что их стали встречать гораздо холоднее, если вообще принимали, после того, как вести о поражении под Новым Орлеаном достигли Лондона и Парижа.
В тактическом плане, сражение продемонстрировало важность координации действий разнородных сил, тщательной подготовки операций и предварительного планирования. Впервые было наглядно продемонстрировано важное преимущество паровых кораблей в мобильности; было показано, что хотя корабли и не могут сражаться на равных с береговыми батареями, тем не менее, если фарватер не перекрыт — корабли всегда могут прорваться мимо фортов. В ходе сражения ясно проявились тактический талант, лидерские качества и храбрость адмирала Фаррагута, выведшие его на одну из важнейших позиций в истории американского военного флота.